# Cloeon virens
Cloeon virens is een haft uit de familie Baetidae. De wetenschappelijke naam van de soort is voor het eerst geldig gepubliceerd in 1905 door Klapalek.
De soort komt voor in het Australaziatisch gebied en het Oriëntaals gebied.